# Ернст фон Шаумбург
Ернст фон Шаумбург (на немски: Ernst von Schaumburg; * ок. 1528; † 1563/26 октомври 1586 в Диц) е граф на Холщайн-Шаумбург и господар на Диц.
Той е осмият син на граф Йобст I фон Холщайн-Шауенбург-Пинеберг (1483 – 1531) и съпругата му графиня Мария фон Насау-Диц (1491 – 1547), дъщеря на граф Йохан V фон Насау-Диленбург-Вианден и Елизабет фон Хесен-Марбург.
Брат е на Адолф III (ок. 1515 – 1556), курфюрст и архиепископ на Кьолн (1547 – 1556), и на Антон († 1558), архиепископ на Кьолн (1557 – 1558).

## Фамилия
Ернст фон Холщайн-Шаумбург-Диц се жени на 17 октомври 1559 г. във Валденбург в Хоенлое за графиня Мария фон Хоенлое-Валденбург (* 1530; † 16 септември 1565), дъщеря на граф Георг I фон Хоенлое-Валденбург (1488 – 1551) и втората му съпруга Хелена фон Валдбург-Волфег-Зайл (1514 – 1567).
Бракът е бездетен.